# Esquelbecq
Esquelbecq település Franciaországban, Nord megyében. Lakosainak száma 2143 fő (2022. január 1.). Esquelbecq Socx, Wormhout, Zegerscappel, Bissezeele, Crochte és Ledringhem községekkel határos.

## Népesség
A település népességének változása:
| Lakosok száma | 2106 | 2118 | 2163 | 2115 | 2110 | 2116 | 2125 | 2134 | 2143 |
|               | 2013 | 2015 | 2016 | 2017 | 2018 | 2019 | 2020 | 2021 | 2022 |